# Сандатурія III
Сандатурія III (*бірм. တတိယ စန္ဒသူရိယရာဇာ, д/н — 1734) — 35-й володар М'яу-У в 1731—1734 роках.

## Життєпис
Належав до династії Сандавізаї через шлюб з його донькою (за іншими відомостями — сестрою). Відомостей про нього обмаль. 1731 року повалив свого тестя, захопивши владу. Втім цим спричинив нову внутрішню кризу в державі: почалися повстання племен на заході, а згодом низка намісників на півдні все більше ставали незалежними. Під час придушення цих повстань Сандатурія III 1734 року помер або загинув. Трон перейшов до його сина Нарадіпаті II.